# Bergamosoma grottoloi
Bergamosoma grottoloi är en mångfotingart som först beskrevs av Pius Strasser 1973.  Bergamosoma grottoloi ingår i släktet Bergamosoma och familjen knöldubbelfotingar. Inga underarter finns listade i Catalogue of Life.